# Mike Lynch
Michael Richard Lynch (16 de junho de 1965 – 19 de agosto de 2024) foi um empreendedor de tecnologia britânico que foi cofundador da Autonomy Corporation e da Invoke Capital.

## Carreira
Após um curso de graduação, doutorado e pesquisa de pós-doutorado na Universidade de Cambridge, Lynch aplicou sua pesquisa em aprendizado de máquina para criar empresas de software e se tornar uma figura importante na Silicon Fen. Ele foi descrito na imprensa como o equivalente britânico do empresário americano Bill Gates, com um patrimônio estimado em £ 852 milhões em 2023.
Ele se tornou cofundador, ao lado da Invoke Capital, da empresa de segurança cibernética Darktrace. Teve várias outras atividades, incluindo de consultoria.
A venda da Autonomy para a Hewlett-Packard em 2011 levou a acusações de fraude e resultou em litígios civis no Reino Unido em 2019. O caso foi decidido em grande parte a favor da Hewlett-Packard. Em 2023, Lynch foi extraditado para os Estados Unidos para enfrentar acusações criminais. Ele foi a julgamento em San Francisco em março de 2024 e em junho foi considerado inocente de todas as acusações.

## Morte
Em agosto de 2024, Lynch e sua filha Hannah, de 18 anos, estavam entre os sete que morreram quando o superiate de sua família, o Bayesian, virou e afundou na costa da Sicília. Das 22 pessoas a bordo do Bayesian, 15 foram resgatadas pela Guarda Costeira e por barcos de patrulha do corpo de bombeiros, incluindo a esposa de Mike Lynch e uma criança de um ano. Em 20 de agosto de 2024, uma pessoa foi recuperada morta; era o cozinheiro do navio, de Antigua Barbuda. Lynch estava comemorando após ter sido inocentado das acusações em um caso de fraude nos Estados Unidos. Em 21 de agosto, o corpo de Lynch foi encontrado dentro do iate de luxo, que naufragou na Itália na madrugada do dia 19 de agosto. Em 22 de agosto, a Guarda Costeira italiana disse que os bombeiros italianos recuperaram o corpo de Lynch.
Em 23 de agosto, os mergulhadores encontraram e retiraram da água o corpo da última pessoa desaparecida que estava a bordo do iate de luxo que naufragou. Segundo a agência Reuters, o último corpo encontrado é o da filha de Mike Lynch, Hannah, de 18 anos.
Em 15 de maio de 2025, um relatório provisório do Reino Unido disse que o iate de luxo foi derrubado por ventos superiores a 117 quilometro por hora.